# 希薩鑷麗魚
希薩鑷麗魚（学名：Labidochromis chisumulae）為輻鰭魚綱鱸形目隆頭魚亞目慈鯛科的其中一種，被IUCN列為易危保育類動物，分布於非洲馬拉威湖Chisumulu島流域，體長可達6.6公分，棲息在底中層水域，生活習性不明，可做為觀賞魚。

## 擴展閱讀
維基物種上的相關：希薩鑷麗魚